# カウゼイ区
カウゼイ区（カウゼイく、ベトナム語：Quận Cầu Giấy / 郡梂紙、「カウザイ」とも）は、ベトナム社会主義共和国の首都ハノイ市に存在する区 (郡)。

## 行政
カウゼイ区は8の坊を管轄している。
- ギアドー（Nghĩa Đô / 義都）
- クアンホア（Quan Hoa / 關花）
- ジックヴォン（Dịch Vọng / 驛望）
- ジックヴォンハウ（Dịch Vọng Hậu / 驛望後）
- チュンホア（Trung Hoà / 忠和）
- ギアタン（Nghĩa Tân / 義新）
- マイジック（Mai Dịch / 枚驛）
- イエンホア（Yên Hòa / 安和）

## ギャラリー
- カウゼイ区の商業施設

- インドシナプラザ
- インドシナプラザのエントランス